# Parti sün
A parti sün (Psammechinus miliaris) a tengerisünök (Echinoidea) osztályának Camarodonta rendjébe, ezen belül a Parechinidae családjába tartozó faj.

## Előfordulása
A parti sün Norvégiától Marokkóig és a Balti-tenger nyugati részében fordul elő, a Földközi-tengert azonban elkerüli. Az európai tengerpartok leggyakoribb faja.

## Megjelenése
Ez a tengerisünfaj a fekete tengeri sünhöz (Arbacia lixula) hasonlóan kissé lapított testű, átmérője 3,5-5 centiméter. Színe olajzöld vagy barnás, míg az erőteljes, zöldes tüskék csúcsa ibolyaszínű. A csupasz test megközelítően ötszögletű. A felső testoldal lábacskáin is vannak tapadókorongok.

## Életmódja
A parti sün az árapályzóna lakója, ahol tengerifű- és algaállományok között, sziklákon és kövek alatt egészen 30 méter mélységig megtaláljuk. A parti sün algákkal táplálkozik, melyeket fogaival kapar le az aljzatról. Az erős fény ellen úgy védekezik, hogy algadarabokkal vagy kis kövekkel álcázza magát.